# Thomas Taylor (Schriftsteller)

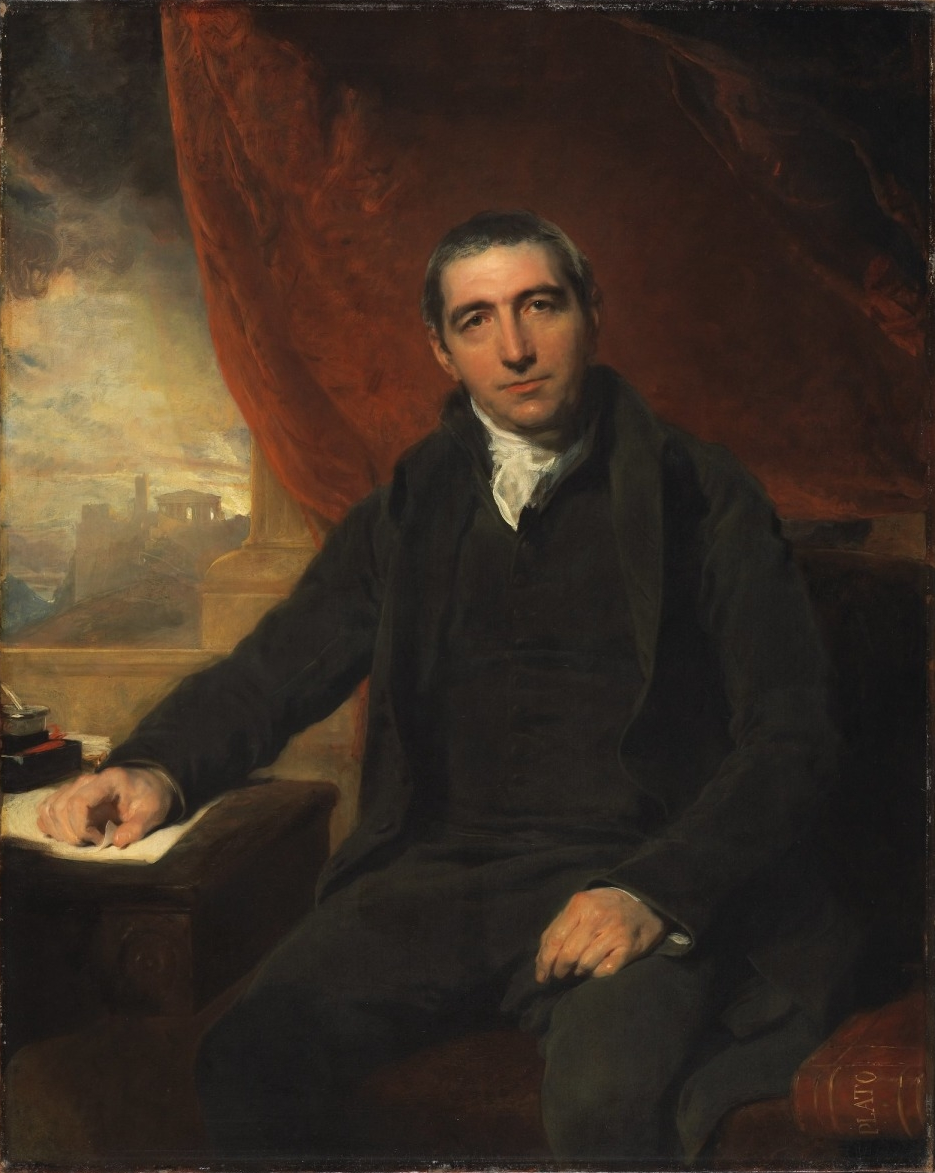
Thomas Taylor. Ölgemälde von Thomas Lawrence, National Gallery of Canada, Ottawa

Thomas Taylor (* 15. Mai 1758 in London; † 1. November 1835 in Walworth) war ein englischer populärwissenschaftlicher Schriftsteller und Übersetzer. Durch seine Übersetzungen antiker philosophischer Literatur aus dem Altgriechischen trug er wesentlich zur Popularisierung der antiken Philosophie, insbesondere des Platonismus, im englischen Sprachraum bei. Dabei ging es ihm nicht nur um die Verbreitung philosophiegeschichtlicher Kenntnisse, sondern auch um eine Neubelebung der platonischen Tradition, zu der er sich bekannte. Daher wird er zur Unterscheidung von gleichnamigen Personen auch „Thomas Taylor der Platoniker“ genannt.

## Leben
Thomas Taylor wurde am 15. Mai 1758 als Sohn des Korsettfabrikanten Joseph Taylor in London geboren. Er wurde 1767 in die St Paul’s School in London aufgenommen, musste die Schule aber schon nach drei Jahren verlassen. Nach drei weiteren Jahren zog er nach Sheerness um, wo der Schwager seines Vaters, der in der dortigen Werft arbeitete, seine Erziehung übernahm. In seiner Freizeit trieb er mathematische und philosophische Studien; insbesondere befasste er sich mit Schriften von Bolingbroke und Hume. Als er Sheerness im neunzehnten Lebensjahr verließ und sich in Walworth niederließ, war er Anhänger des Skeptizismus. Damals lebte Mary Wollstonecraft, die später als Schriftstellerin und Frauenrechtlerin bekannt wurde, etwa drei Monate in Taylors Haus in Walworth.
Taylor wurde Bankangestellter und widmete sich autodidaktisch dem Studium der antiken Philosophie, wobei er die Autoren im altgriechischen Original las und mit Aristoteles begann. Sein starkes Interesse an Metaphysik veranlasste ihn, sich der neuplatonischen Tradition zuzuwenden. Dabei faszinierte ihn besonders die religiöse Dimension des antiken Neuplatonismus, einer Richtung, in der er eine ideale Verbindung religiöser und philosophischer Bestrebungen sah. Das neuplatonische Schrifttum kam auch seinem Interesse an der Philosophie der Mathematik entgegen. Im Haus des Bildhauers John Flaxman, der sich für ihn einsetzte, hielt er zwölf Vorträge über Platon. Ab 1787 veröffentlichte er Übersetzungen antiker Werke, ab 1790/91 auch Abhandlungen über Themen aus dem Bereich der antiken religiösen Philosophie. Wie die Cambridger Platoniker des 17. Jahrhunderts wandte sich Taylor gegen materialistisches und mechanistisches Denken. Im Gegensatz zu den Cambridger Platonikern, die einen christlichen Platonismus vertreten hatten, lehnte er aber das Christentum ab und bekannte sich zum Polytheismus, was in England Anstoß erregte.
Taylors zunehmende Bekanntheit in gebildeten Kreisen brachte ihn in Kontakt mit Förderern. Dadurch konnte er sich vom Zwang zur Erwerbstätigkeit in der Bank befreien. Der Geschäftsmann William Meredith gewährte ihm eine jährliche Rente von 100 Pfund. 1798 wurde er Stellvertretender Sekretär (Assistant Secretary) in der Society for the Encouragement of Arts, Manufactures and Commerce. 1806 gab er dieses Amt auf, um sich nur noch seiner Arbeit als Privatgelehrter zu widmen. Zu seinen Gönnern gehörte Charles Howard, der 11. Herzog von Norfolk.
Taylors außerordentlicher Fleiß, seine autodidaktisch erworbene vorzügliche Bildung und seine umfassende Kenntnis der Literatur des antiken Platonismus und Aristotelismus kamen seiner Arbeit als Übersetzer und Popularisator zugute. Er war zur textkritischen Auseinandersetzung mit den ihm vorliegenden, teils sehr mangelhaften Ausgaben befähigt. Ungünstig wirkte sich aber das Fehlen einer Hochschulausbildung auf seine historische Kritikfähigkeit aus; beispielsweise hielt er den mythischen Orpheus für eine historische Persönlichkeit und ging wie die spätantiken Neuplatoniker von einer fundamentalen Übereinstimmung zwischen Platonismus und Aristotelismus aus.

## Werke
Taylor fertigte eine englische Gesamtübersetzung der Werke Platons und des Aristoteles an, wobei er für neun Dialoge Platons die bereits vorliegenden Übersetzungen von Floyer Sydenham verwerten konnte. Zum antiken Schrifttum, das er durch seine Übersetzungen ganz oder auszugsweise einer breiteren Öffentlichkeit bekannt machte, gehörten unter anderem orphische Hymnen sowie Werke von Pausanias, Apuleius, Kelsos, Maximos von Tyros, Plotin, Porphyrios, Iamblichos, Synesios und Proklos.
In seinen Abhandlungen befasste sich Taylor unter anderem mit antiken Mysterienkulten und mit der Philosophie des Aristoteles. Er schrieb zwei Essays „Über die Theologie der Griechen“ und „Über die Mythologie der Griechen“, die 1820 bzw. 1821 im Classical Journal erschienen. 1792 veröffentlichte er anonym den Essay A Vindication of the Rights of Brutes über Tierrechte, mit dessen Titel er auf die im Januar 1792 erschienene Schrift A Vindication of the Rights of Woman von Mary Wollstonecraft anspielte.

## Rezeption
Taylors Übersetzungen und Schriften erzielten bei seinen Zeitgenossen und in der Nachwelt eine beträchtliche Wirkung, wobei ihr Einfluss in Amerika stärker war als in England. Dies hatte unter anderem zur Folge, dass Platon in literarischen Kreisen aus neuplatonischer Perspektive betrachtet wurde. Zu den englischen Dichtern, die von Taylors Übersetzungen und seiner Platonismus-Interpretation beeinflusst wurden, gehören William Blake, Samuel Taylor Coleridge, Percy Bysshe Shelley und William Wordsworth. In Amerika fand sein Werk besonders bei Ralph Waldo Emerson und Amos Bronson Alcott Beachtung.
Isaac D’Israeli nahm Taylor zum Vorbild für eine Gestalt seines 1797 anonym veröffentlichten Romans Vaurien. Thomas Love Peacock schuf in seinem Roman Melincourt (1817) die Gestalt des „Mr. Mystic“, die an Taylor erinnert, mit dem Peacock befreundet war.

## Schriften
Gesammelte Schriften
- The Thomas Taylor Series. The Prometheus Trust, Frome (Somerset) 1994–2006
  - Band 1: Proclus’ Elements of Theology. 1994, ISBN 1-898910-00-6 (Übersetzung)
  - Band 2: Select Works of Porphyry. With an appendix explaining the allegory of the wanderings of Ulysses, by the translator. 1994, ISBN 1-898910-01-4 (Übersetzungen)
  - Band 3: Collected Writings of Plotinus. 1994, ISBN 1-898910-02-2 (Übersetzung der Hälfte der Enneaden Plotins)
  - Band 4: Collected Writings on the Gods and the World. 1994, ISBN 1-898910-03-0 (Übersetzungen mehrerer antiker philosophischer Schriften sowie Taylors Essays On the Theology of the Greeks und On the Mythology of the Greeks)
  - Band 5: Hymns and Initiations. 1994, ISBN 1-898910-04-9 (Übersetzungen antiker Werke mit einleitenden und erläuternden Texten des Übersetzers sowie von Taylor verfasste englische Hymnen)
  - Band 6: The Dissertations of Maximus Tyrius. 1994, ISBN 1-898910-05-7 (Übersetzung der Vorträge des Maximos von Tyros sowie Taylors Essay The Triumph of the Wise Man over Fortune und sein Artikel Remarks on the Daemon of Socrates)
  - Band 7: Oracles and Mysteries. 1995, ISBN 1-898910-06-5 (Untersuchungen und kommentierte Übersetzungen)
  - Band 8: Proclus: The Theology of Plato. 1995, ISBN 1-898910-07-3 (Übersetzung mit Taylors Einleitung)
  - Bände 9–13: The Works of Plato. 1995 ff. (Übersetzungen der Werke Platons sowie einschlägige Artikel Taylors)
  - Band 14: Apuleius’ Golden Ass or The Metamorphosis, and other Philosophical Writings, viz. On the God of Socrates & On the Philosophy of Plato. 1997, ISBN 978-1-898910-13-8 (Übersetzungen von Werken des Apuleius)
  - Bände 15 und 16: Proclus’ Commentary on the Timaeus of Plato. 1998 (Übersetzung)
  - Band 17: Iamblichus: On the Mysteries of the Egyptians, Chaldeans, and Assyrians and Life of Pythagoras. 1999, ISBN 978-1-898910-16-9 (Übersetzungen)
  - Band 18: Essays and Fragments of Proclus. 1999, ISBN 978-1-898910-17-6 (Übersetzungen; der Band enthält auch sieben von Taylor verfasste englische Hymnen und Gebete)
  - Bände 19–27: The Works of Aristotle. 2000 ff. (Übersetzungen der Werke des Aristoteles sowie kommentierender antiker Texte)
  - Band 28: A Dissertation on the Philosophy of Aristotle. 2004, ISBN 978-1-898910-27-5
  - Band 29: Proclus’ Commentary on the First Book of Euclid’s Elements. 2006, ISBN 978-1-898910-28-2 (Übersetzung mit einer Abhandlung Taylors)
  - Band 30: The Theoretic Arithmetic of the Pythagoreans. 2006, ISBN 978-1-898910-29-9 (fünf Abhandlungen)
  - Bände 31 und 32: Pausanias’ Guide to Greece. 2006 (Übersetzung)
  - Band 33: Against the Christians and Other Writings. 2006, ISBN 978-1-898910-32-9 (Übersetzungen antiker antichristlicher Literatur sowie zahlreiche Schriften Taylors und eine Bibliographie seiner Werke)

Ausgewählte Schriften
- Kathleen Raine, George Mills Harper (Hrsg.): Thomas Taylor the Platonist: Selected Writings. Princeton University Press, Princeton (N. J.) 1969 (mit ausführlicher Einleitung)

Schriftenverzeichnis
- Ruth Balch: Thomas Taylor the Platonist 1758–1835. List of Original Works and Translations. Newberry Library, Chicago 1917 (chronologisches Verzeichnis von Taylors Veröffentlichungen, online)